# Jean-François-Aimé Dejean

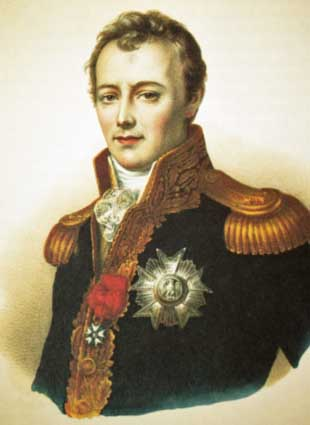
Jean-François-Aimé Dejean.

Graf Jean-François-Aimé Dejean (* 6. Oktober 1749 in Castelnaudary; † 12. Mai 1824 in Paris) war ein französischer Général de division.
Er diente unter Charles-François Dumouriez in Belgien und wurde 1793 zum Kommandanten des Geniekorps und Direktor der Befestigungen, 1794 unter Jean-Charles Pichegru zum Général de brigade  und nach dem berühmten Rheinübergang in der Nacht vom 5. zum 6. September 1795 zum Général de division befördert.
Von Napoléon Bonaparte zum Staatsrat ernannt, erhielt er die Aufsicht über die Küsten von Bretagne. Nach der Schlacht bei Marengo am 14. Juni 1800 war er als Präsident der Konsulat von Genua bei der neuen Organisation Italiens beschäftigt. 1802 wurde er zum französischen Kriegsminister ernannt und verwaltete dieses Amt, bis ihm 1809, da man ihm die schlechte Verteidigung von Antwerpen zur Last legte, das Portefeuille genommen wurde.
1810 wurde Dejean zum Grafen und 1812 zum Senator ernannt. Als solche berief man ihn zum Vorsitzenden des Kriegsgerichts über die Generale Claude François de Malet, Victor Claude Fanneau de Lahorie und Emmanuel Maximilien Guidal, bei welcher Gelegenheit er eine ehrenvolle Unabhängigkeit bewies. 1814 schloss sich Dejean den Bourbonen an, wurde Pair und Gouverneur der polytechnischen Schule, trat aber 1815 wieder zu Napoleon I. über, verlor deshalb nach der zweiten Restauration seine Stelle als Pair, erhielt sie 1819 wieder und wurde Generaldirektor in der Kriegsadministration.
Dejean nahm 1820 seinen Abschied und starb am 12. Mai 1824 in Paris.
Sein Sohn Pierre François Marié Auguste Dejean, wurde ebenfalls ein bedeutender General.

## Ehrungen
Sein Name ist am Triumphbogen in Paris in der 5. Spalte eingetragen.
| Personendaten    | Personendaten              |
| ---------------- | -------------------------- |
| NAME             | Dejean, Jean-François-Aimé |
| KURZBESCHREIBUNG | französischer General      |
| GEBURTSDATUM     | 6. Oktober 1749            |
| GEBURTSORT       | Castelnaudary              |
| STERBEDATUM      | 12. Mai 1824               |
| STERBEORT        | Paris                      |